# 岡野内正
岡野内 正（おかのうち ただし、1958年〈昭和33年〉 - ）は、日本の経済学者。法政大学社会学部教授。

## 人物・来歴
広島県呉市生まれ。1980年大阪外国語大学アラビア語学科卒業。1986年同志社大学大学院経済研究科経済政策博士課程退学。1986年法政大学社会学部助手、90年助教授、96年教授。

## 著作
- 『グローバル・ベーシック・インカム構想の射程 批判開発学/SDGsとの対話』法律文化社、2021.6

### 共編著
- 『中東の新たな秩序』松尾昌樹,吉川卓郎共編著 ミネルヴァ書房、2016.5
- 『グローバル・ベーシック・インカム入門 世界を変える「ひとりだち」と「ささえあい」の仕組み』クローディア・ハーマンほか共著; 岡野内正訳　明石書店、2016.1
- 『日本の国際協力 貧困と紛争にどう向き合うか（中東・アフリカ編）』阪本公美子,山中達也共編著 ミネルヴァ書房、2021.8
- 『貧困と紛争にどう向き合うか』阪本公美子,山中達也共編著 ミネルヴァ書房、2021.8

### 翻訳
- アンソニー・スミス『ネイションとエスニシティ 歴史社会学的考察』巣山靖司,高城和義,河野弥生,南野泰義,岡田新共訳 名古屋大学出版会 1999
- ヘレン・カルディコット『狂気の核武装大国アメリカ』ミグリアーチ慶子共訳	集英社、2008.7
- ガイ・スタンディング『プレカリアート 不平等社会が生み出す危険な階級』監訳 法律文化社、2016.6

## 論文
- <岡野内正